# گفتار پایانی نورنبرگ

گفتار پایانی نورنبرگ (انگلیسی: Epilog norymberski) یک فیلم مستندگونهٔ درام تاریخی لهستانی به نویسندگی و کارگردانی یژی آنتچاک است که در سال ۱۹۷۰ منتشر شد. این فیلم در بارهٔ محاکمه‌ای در «دادگاه نظامی بین‌المللی در نورنبرگ» است که در سال‌های ۱۹۴۵–۱۹۴۶ برگزار شد.

## گزیدهٔ بازیگران
- آندژی واپیتسکی
- یان اِنگلرت
- هنریک بانک
- میه‌چیسواف پاولیکوفسکی
- ریشارد پیتروسکی
- هنریک بوروفسکی
- یانوش بوکوفسکی
- آئوگوست کوالچیک
- ووادیسواف هاینچا
- یانوش زاکژینسکی
- یادویگا باراینسکا
- آندژی شنایخ
- استانیسواف میلسکی
- زجیسواف مروژفسکی
- آدام مولارچیک
- الکساندر سِـوْروک
- آندژی شچپکوفسکی
- ایگور اشمیاووفسکی
- یژی موس
- یاروسواف اسکولسکی
- زبیگنیف کوچانوویچ
- تادئوش بیائوشچینسکی
- یانوش بیلچینسکی